# Araeosoma owstoni
Araeosoma owstoni is een zee-egel uit de familie Echinothuriidae.
De wetenschappelijke naam van de soort werd in 1904 gepubliceerd door Theodor Mortensen.